# Rocafuerte
Rocafuerte – miasto w zachodnim Ekwadorze, położone ok. 15 km Oceanu Spokojnego, w prowincji Manabí. Stolica kantonu Rocafuerte.

## Opis
Miasto ucierpiało wskutek trzęsienia ziemi w roku 2016. Przez miasto przebiega droga krajowa E15 i E39.